# World3

Reconstruction de la Figure 35. page 124 de The Limits to Growth (1972)

World3 est un modèle qui permet une simulation informatique des interactions entre population, croissance industrielle, production de nourriture et limites des écosystèmes terrestres.
Il a été créé pour une étude au Club de Rome qui a été résumée dans le livre The Limits to Growth (en français, Les limites à la croissance). Les principaux créateurs du modèle sont Donella Meadows, Dennis Meadows et Jørgen Randers.
Ce modèle est détaillé dans le livre Dynamics of Growth in a Finite World. Il rajoute de nouveaux éléments à World2, le modèle de Jay W. Forrester. Depuis, World3 a été légèrement ajusté afin d'obtenir le modèle World3/91 utilisé dans le livre Beyond the Limits lui-même réajusté afin d'obtenir World3/2000 publié par l'organisme Institute for Policy and Social Science Research.
Les  modèles proposés sont régulièrement confrontés à l'évolution des données factuelles, non sans difficultés méthodologiques,.

## Modèle
Utilisant une approche de dynamique des systèmes, le modèle consiste en sept parties interagissant entre elles. Chacune traite d'un système différent du modèle. Les systèmes principaux sont :
- le système alimentaire, incluant l'agriculture et l'industrie agroalimentaire ;
- le système industriel ;
- le système démographique ;
- le système de ressources non renouvelables ;
- le système de pollution.